# 糙頭細銀漢魚
糙頭細銀漢魚為輻鰭魚綱銀漢魚目小銀漢魚科的其中一種。

## 分布
本魚分布於西太平洋，包括日本南部、台灣、中國沿海、越南、印尼、菲律賓、帛琉、密克羅尼西亞、澳洲北部、索羅門群島、馬紹爾群島、夏威夷群島、斐濟、萬那杜等海域。

## 深度
水深0至3公尺。

## 特徵
本魚體延長而細，呈亞圓柱型。頭部及兩腭外側具齒狀小棘列。口小，主上腭骨後端布達眼前緣之下方；前上腭骨較短，無明顯之側上突起，下緣凹入，其前上突起寬短，突起之寬約與長相等；下腭骨後部向口內突起；前鰓蓋骨後緣平滑無缺刻。背鰭2枚，第一背鰭小形，位於體背中央，即在腹鰭末端以後之上方，具4至5枚硬棘；第二背鰭具1枚硬棘棘8至11枚軟條，其後方鰭條與臀鰭後方之鰭條對在；臀鰭具1枚硬棘棘15至16枚軟條；肛門後位，開口起於臀鰭起點之正前方；尾鰭開叉。無側線，體被圓鱗，6至7縱列，一縱列約40至44枚鱗片。體呈銀白色，略透明，頭背面暗色；體上部暗色，沿各鱗片外緣有許多小黑點；體側下方灰白色，無黑點；體側中央具一銀色縱帶；各鰭透明至灰色。體長可達7公分。

## 生態
為沿岸性魚類，尤其在內灣較多，於夏秋之交會近岸群集，產卵期在夏季，以小蝦及矽藻等為食物。

## 經濟利用
食用魚，也作為海鳥及其他魚類之飼料。